# Polybernoullital
Inom matematiken är polybernoullitalen, introducerade av M. Kaneko, tal som definieras som
{\displaystyle {Li_{k}(1-e^{-x}) \over 1-e^{-x}}=\sum _{n=0}^{\infty }B_{n}^{(k)}{x^{n} \over n!}}
där Li är polylogaritmen. {\displaystyle B_{n}^{(1)}} är de vanliga Bernoullitalen.
Två intressanta formler av Kaneko är
{\displaystyle B_{n}^{(-k)}=\sum _{m=0}^{n}(-1)^{m+n}m!S(n,m)(m+1)^{k}}
och
{\displaystyle B_{n}^{(-k)}=\sum _{j=0}^{\min(n,k)}(j!)^{2}S(n+1,j+1)S(k+1,j+1)}
där {\displaystyle S(n,k)} Stirlingtalen av andra ordningen.